# Achewood
Achewood är en webbserie av Chris Onstad. Serien handlar om en grupp antropomorfa leksaksdjur, robotar och husdjur. Achewood drar ofta åt det absurdistiska hållet, saknar i regel en slutkläm, och drar ibland iväg åt det rent surrealistiska. Den första strippen publicerades 1 oktober 2001, den senaste publicerades i december 2016 och publiceringstakten var typiskt tio till femton nya strippar i månaden.